# Cervatto
Cervatto é uma comuna italiana da região do Piemonte, província de Vercelli, com cerca de 49 habitantes. Estende-se por uma área de 9 km², tendo uma densidade populacional de 5 hab/km². Faz fronteira com Cravagliana, Fobello, Rossa.

## Demografia
| Variação demográfica do município entre 1861 e 2011                               |
|                                                                                   |
| Fonte: Istituto Nazionale di Statistica (ISTAT) - Elaboração gráfica da Wikipedia |